# Theodor Ernst Stever
Theodor Ernst Stever (* 3. September 1815 in Rostock; † 30. Januar 1857 auf Wustrow) war ein deutscher Jurist und Politiker.

## Leben
Theodor Ernst Stever war Sohn des gleichnamigen Rostocker Juristen, Bürgermeisters und Gutsbesitzers. Nach dem Schulbesuch in Rostock studierte er Rechtswissenschaften, zunächst ab 1831 an der Universität Berlin, dann ab 1837 an der Universität Rostock. in Rostock wurde er 1837 Mitglied des Corps Hanseatia Rostock. Sein Vater hatte für ihn bereits 1820 die Halbinsel Wustrow erworben; ab 1835 wurde er Erbherr auf Wustrow und Gutsherr dort. 
Stever gehörte zu einer Gruppe von bürgerlichen landtagsfähigen Gutsbesitzern, die lange um gleiche Rechte mit den in der ständischen Regierung privilegierten adligen Mitgliedern der Ritterschaft stritten. Vom 28. März bis 4. April 1843 gab es zunächst erfolglose Verhandlungen zwischen Ulrich Carl Adolph von Bassewitz auf Schimm, von Bernstorff auf Wedendorf, von Lowtzow auf Klaber, Jasper von Oertzen auf Leppin einerseits sowie August Schlettwein auf Bandesltorf, Dencker auf Knegendorf, Hans Carl Peter Manecke auf Vogelsang und Stever andererseits. im November 1843 verzichtete der eingeborene und rezipierte Adel nach Druck des Großherzogs auf die alleinige Wählbarkeit zum Engeren Ausschuss, und Stever war 1846 einer der beiden ersten bürgerlichen ritterschaftlichen Mitglieder dieses ständischen Mitregierungsorgans.  Bei der Revolution 1848 gehörte Stever zum Flügel der liberalen Gutsbesitzer in Mecklenburg. Er war Mitglied des Vorparlaments, wurde 1848/49 Finanzminister von Mecklenburg-Schwerin und gewählter Abgeordneter der Mecklenburgischen Abgeordnetenversammlung 1848 im Wahlkreis Mecklenburg-Schwerin 9 (Rehna). Er war großherzoglich mecklenburg-schwerinscher Staatsrat. 

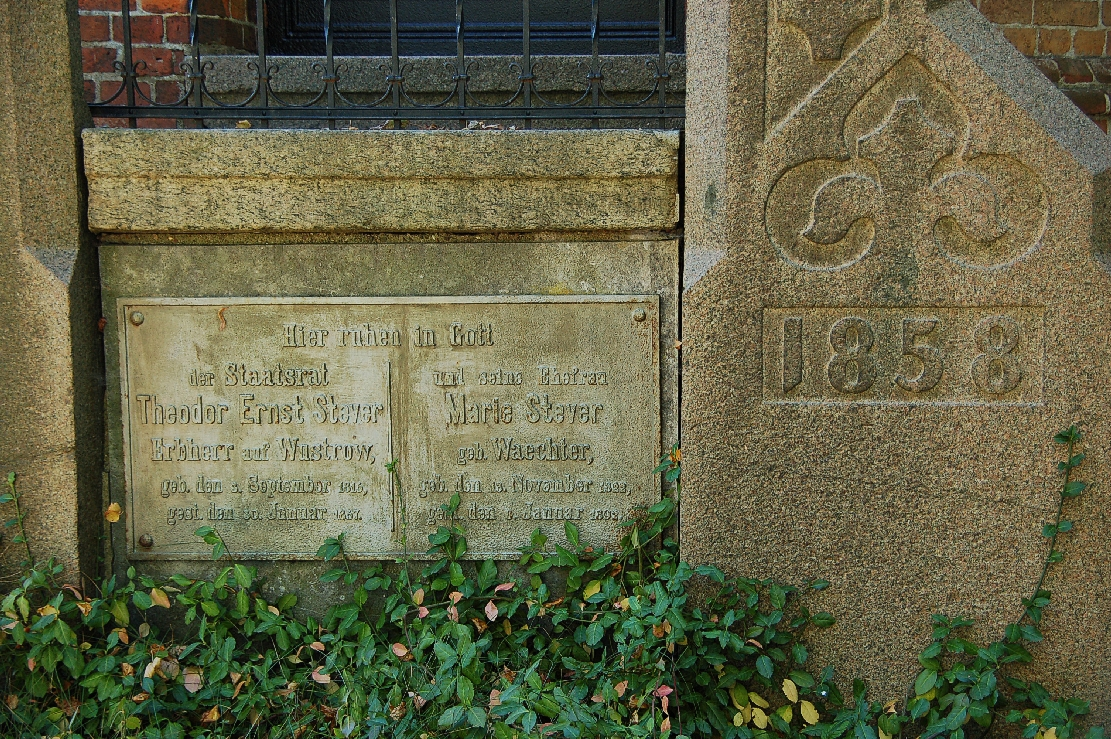
Erinnerungstafel an der Grabkapelle in Rerik

Theodor Ernst Stever kam auf Wustrow bei einem Jagdunfall ums Leben. Als Gutsherr von Wustrow hatte er das Kirchenpatronat über die Kirche Rerik. Er wurde dort in seiner östlich der Kirche auf dem Kirchhof gelegenen Grabkapelle bestattet.